# Forest Park (Ohio)
Forest Park és una població dels Estats Units a l'estat d'Ohio. Segons el cens del 2000 tenia 19.463 habitants.

## Demografia
Segons el cens del 2000, Forest Park tenia 19.463 habitants, 7.505 habitatges, i 5.238 famílies. La densitat de població era de 1.154,3 habitants/km².
Dels 7.505 habitatges en un 34% hi vivien nens de menys de 18 anys, en un 50,4% hi vivien parelles casades, en un 15,6% dones solteres, i en un 30,2% no eren unitats familiars. En el 24,9% dels habitatges hi vivien persones soles el 5,3% de les quals corresponia a persones de 65 anys o més que vivien soles. El nombre mitjà de persones vivint en cada habitatge era de 2,58 i el nombre mitjà de persones que vivien en cada família era de 3,12.
Per edats la població es repartia de la següent manera: un 27,1% tenia menys de 18 anys, un 8,4% entre 18 i 24, un 31,9% entre 25 i 44, un 23,6% de 45 a 60 i un 9,1% 65 anys o més.
L'edat mediana era de 34 anys. Per cada 100 dones de 18 o més anys hi havia 88 homes.
La renda mediana per habitatge era de 49.298 $ i la renda mediana per família de 55.618 $. Els homes tenien una renda mediana de 38.682 $ mentre que les dones 28.454 $. La renda per capita de la població era de 21.820 $. Aproximadament el 5,1% de les famílies i el 6% de la població estaven per davall del llindar de pobresa.

## Poblacions més properes
El següent diagrama mostra les poblacions més properes.